# Tấm băng Đông Nam Cực

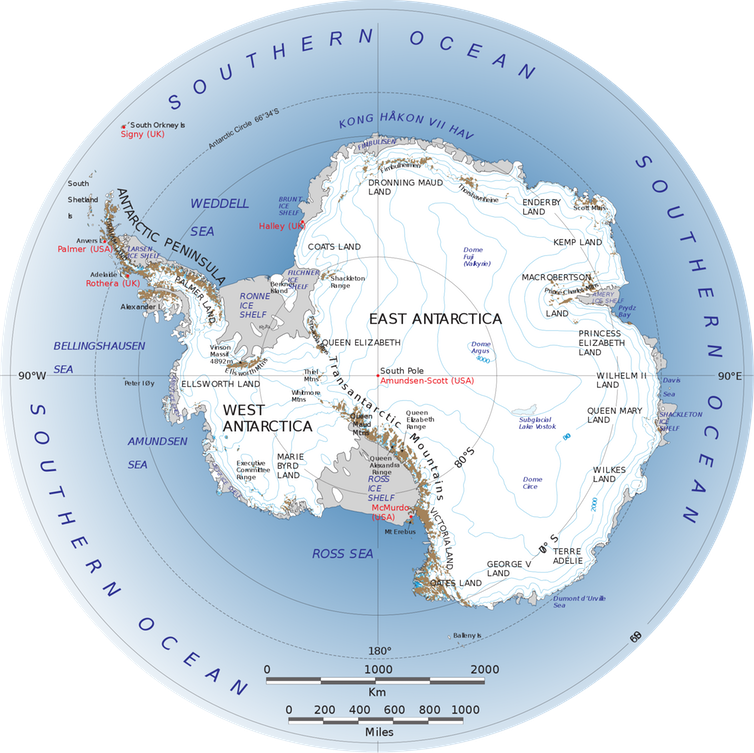
Bản đồ Nam Cực.

Tấm băng Đông Nam Cực (tiếng Anh: East Antarctic Ice Sheet (EAIS)) là 1 trong 2 tấm băng lớn ở Nam Cực và là tấm băng lớn nhất trên toàn Trái Đất. Nó trải dài từ 45o tây đến 168o đông theo chiều dọc.
EAIS có đủ băng để nâng mực nước biển toàn cầu lên 53,3 m (175 ft) và có diện tích và khối lượng lớn hơn đáng kể so với tấm băng Tây Nam Cực (WAIS). Nó được ngăn cách với WAIS bởi dãy núi xuyên Nam Cực. EAIS là nơi khô nhất, gió nhất và lạnh nhất trên Trái Đất, với nhiệt độ được báo cáo xuống gần -100 °C. EAIS có lớp băng dày nhất trên Trái Đất, có độ cao 4.800 m (15.700 ft).

## Thay đổi khối lượng băng
Một phân tích ban đầu về dữ liệu nghiên cứu dựa trên GRACE chỉ ra rằng EAIS đang mất đi khối lượng với tốc độ 57 tỷ tấn mỗi năm và tổng khối băng ở Nam Cực (bao gồm WAIS và các khu vực ven biển EAIS) đang mất đi khối lượng với tốc độ 152 kilômét khối (khoảng 139 tỷ tấn) mỗi năm. Một ước tính gần đây hơn được công bố vào tháng 11 năm 2012 và dựa trên dữ liệu của GRACE cũng như trên mô hình điều chỉnh đẳng tĩnh băng hà cải tiến (improved glacial isostatic adjustment model) cho thấy rằng đông châu Nam Cực thực sự đã tăng khối lượng từ năm 2002 đến năm 2010 với tốc độ 60 ± 13 Gt/y.

## Tranh giành lãnh thổ
Nhiều quốc gia giữ yêu sách về các phần của Nam Cực. Trong EAIS, Vương quốc Anh, Pháp, Na Uy, Úc, Chile và Argentina đều tuyên bố một phần (đôi khi chồng chéo) là lãnh thổ của riêng họ.